# Scolymia cubensis
Scolymia cubensis là một loài san hô trong họ Mussidae. Loài này được Milne Edwards and Haime mô tả khoa học năm 1849.